# Stora synagogan i Barcelona

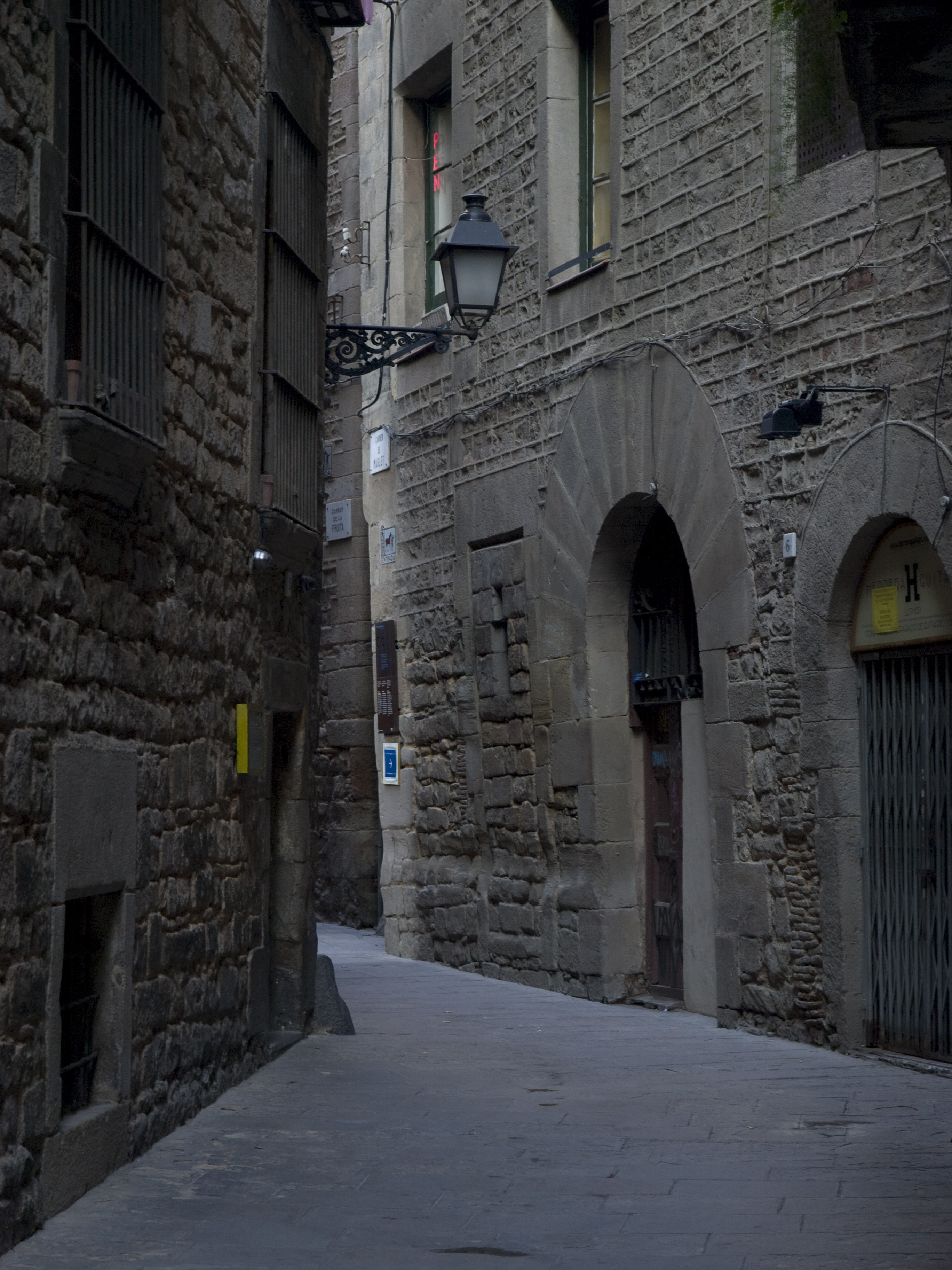
Sinagoga Major, till vänster.

Stora synagogan i Barcelona (katalanska: Sinagoga Major de Barcelona; spanska: Sinagoga Mayor de Barcelona) tros vara en gammal synagoga belägen i Barcelona, Katalonien, Spanien. Den kan vara en av de äldsta synagogorna i Europa. Sedan 2002 fungerar synagogan som museum.